# Indumentaria tradicional de Madrid

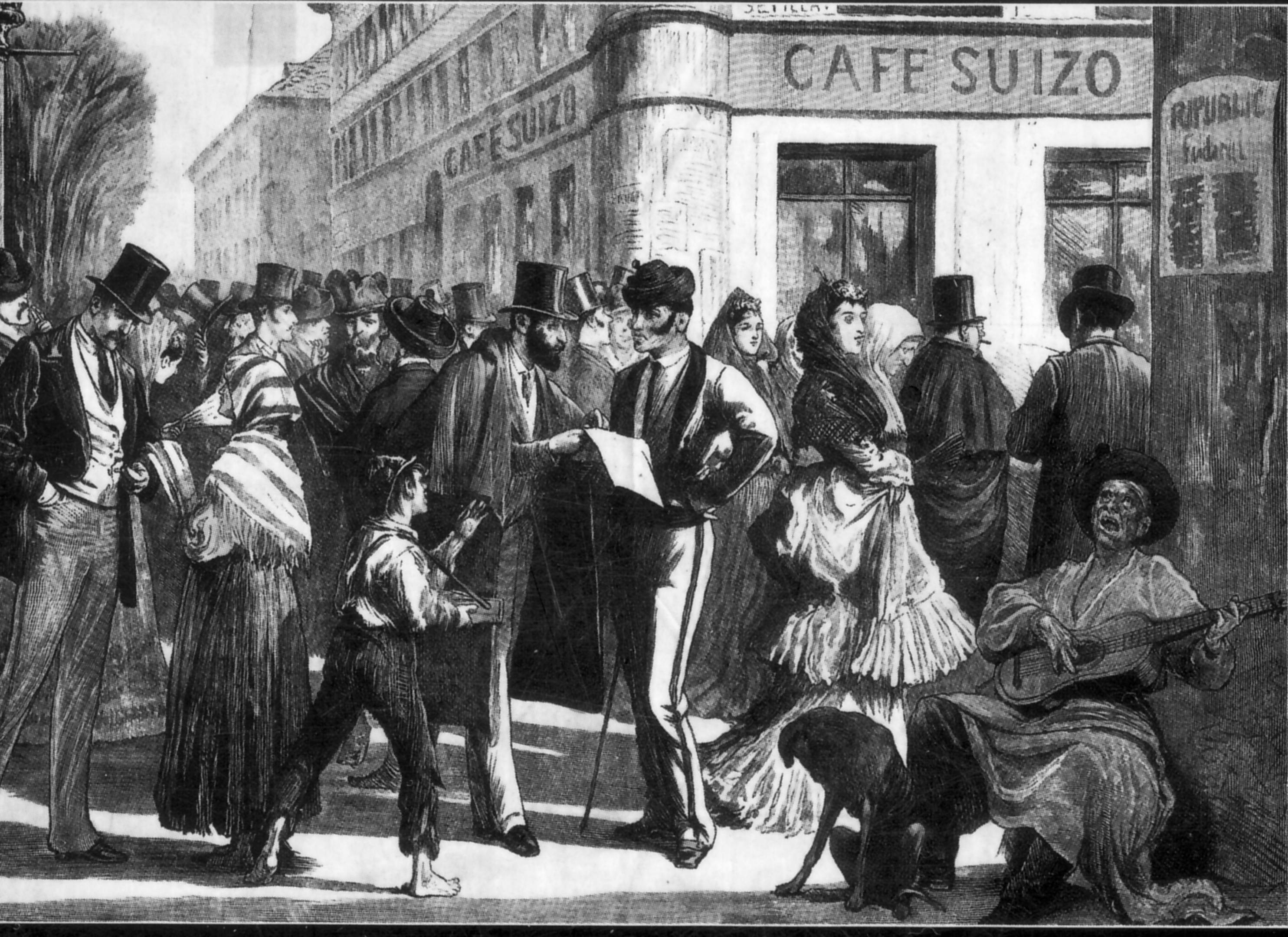
Dibujo (alegoría del Madrid de la segunda mitad del siglo XIX) con varios tipos castizos ante el Café Suizo (a la derecha de la imagen puede verse un cartel de la proclamación de la República Federal que sitúa la época en 1873).

La indumentaria tradicional de Madrid es el conjunto de vestimenta, trajes y complementos que se han llevado en la ciudad de Madrid desde su designación como capital de España, y su evolución a lo largo de los siglos.
Buena parte del conjunto de la obra de los pintores y grabadores vecinos del Madrid del Siglo de Oro, la Ilustración, el periodo romántico y el Madrid galdosiano, han dejado una rica documentación visual de la evolución del vestir y las modas en la capital de España. Entre los referentes de más excepcional factura hay que mencionar los tipos recogidos en la obra de Francisco de Goya, hasta el punto de identificarse así el modo de vestir de los llamados luego personajes goyescos de sus cartones para tapices y sus series de Caprichos o escenas taurinas.

## Historiografía
Además de la iconografía producida durante cinco siglos y de los ejemplos conservados en instituciones como el Museo de Artes y Tradiciones Populares, instalado desde 2010 en una corrala de la calle de Carlos Arniches junto al Rastro de Madrid, una de las fuentes más completas e interesantes sobre la indumentaria tradicional típica de la capital de España y las poblaciones de su entorno geográfico, han sido las "colecciones españolas de trajes" que se pusieron de moda en la segunda mitad del siglo XVIII.
La primera colección española de trajes, una colección de 86 estampas del grabador Juan de la Cruz Cano y Olmedilla, data de 1777. Obra concebida como un magno catálogo, continuó publicándose hasta 1788 con el título de Colección de trajes de España, tanto antiguos como modernos, que comprehende todos los de sus dominios, pero quedaría inconclusa con la muerte del autor. Para los dibujos contó con la colaboración de su sobrino Manuel de la Cruz, Antonio Carnicero, Luis Paret y otros artistas menos conocidos, y reunía un conjunto muy amplio de trajes de los diferentes estratos sociales desde el pueblo más humilde a la más soberbia nobleza.
En 1794 se publicó en el mercado español otro interesante referente, obra de Cesare Vecellio, con 48 estampas dedicadas al traje español, dentro de la Colección de trages que usan todas las naciones conocidas hasta el siglo XVI, dibujadas por Ticiano y Cesar, su hermano, en varios tomos. Obras complementarias en ese periodo del cambio de siglo serían también: la Bestimenta que usan los contabandistas españoles, dibujada y grabada por Marcos Téllez, y toda una serie de estampas críticas o satíricas que ironizaban sobre la moda.

### Antonio Rodríguez

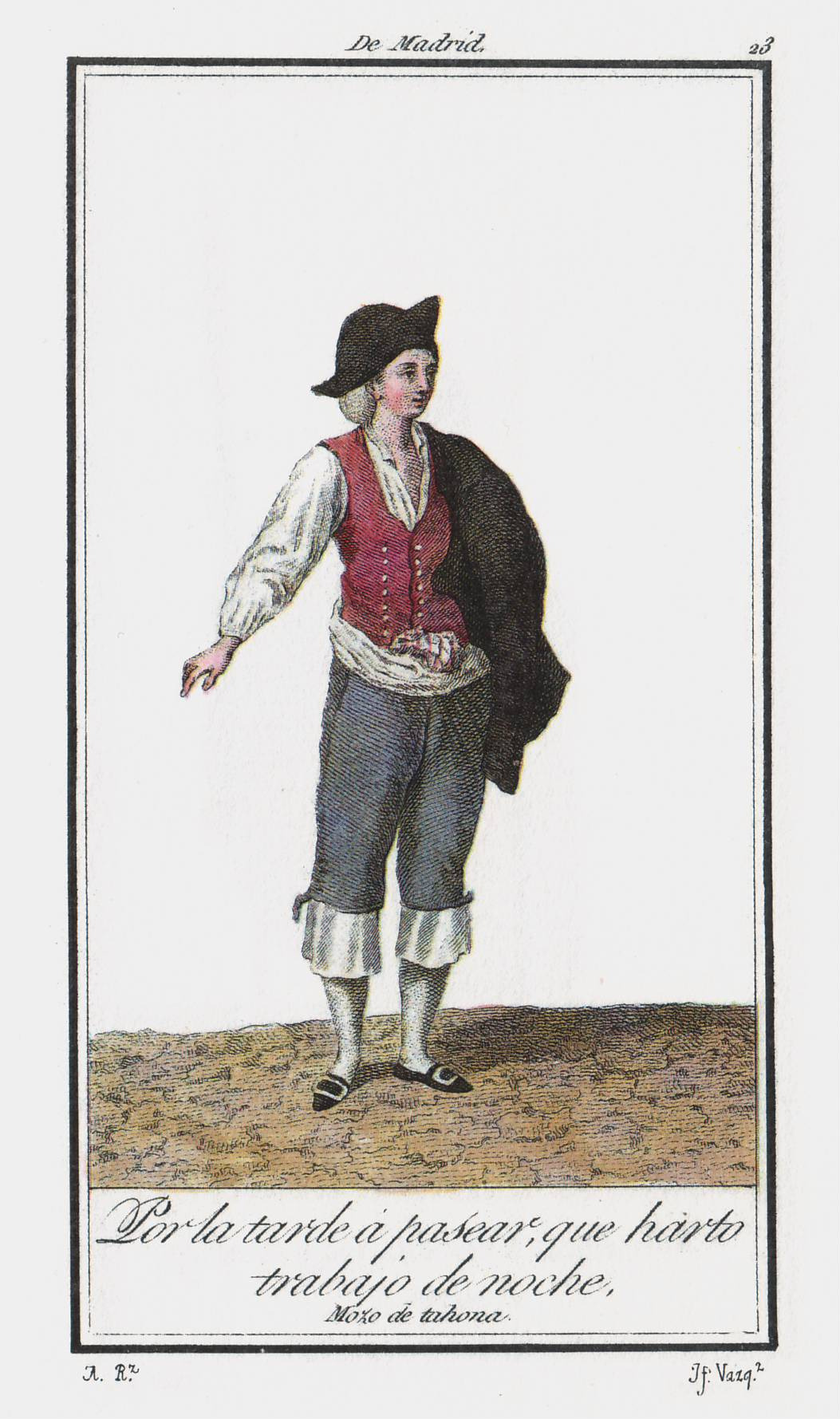
Estampa de Antonio Rodríguez, publicada en 1801, representando el modo de vestir de un mozo de tahona en el Madrid del umbral del.

Otro conjunto interesante entre las ediciones de colecciones de trajes son las 38 estampas que realizó Antonio Rodríguez sobre tipos madrileños muy variados (desde elegantes damas y caballeros hasta humildes menestrales y mendigos de ambos sexos). Una obra que ha sido impresa en diferentes y numerosas ediciones, a la que cabría añadir otras catorce estampas sueltas, que probablemente formaron parte de una serie que quedó inacabada. El mismo autor publicaría en 1804 otra colección de estampas, ahora ya con el título específico de Modas de Madrid.

## Evolución histórica

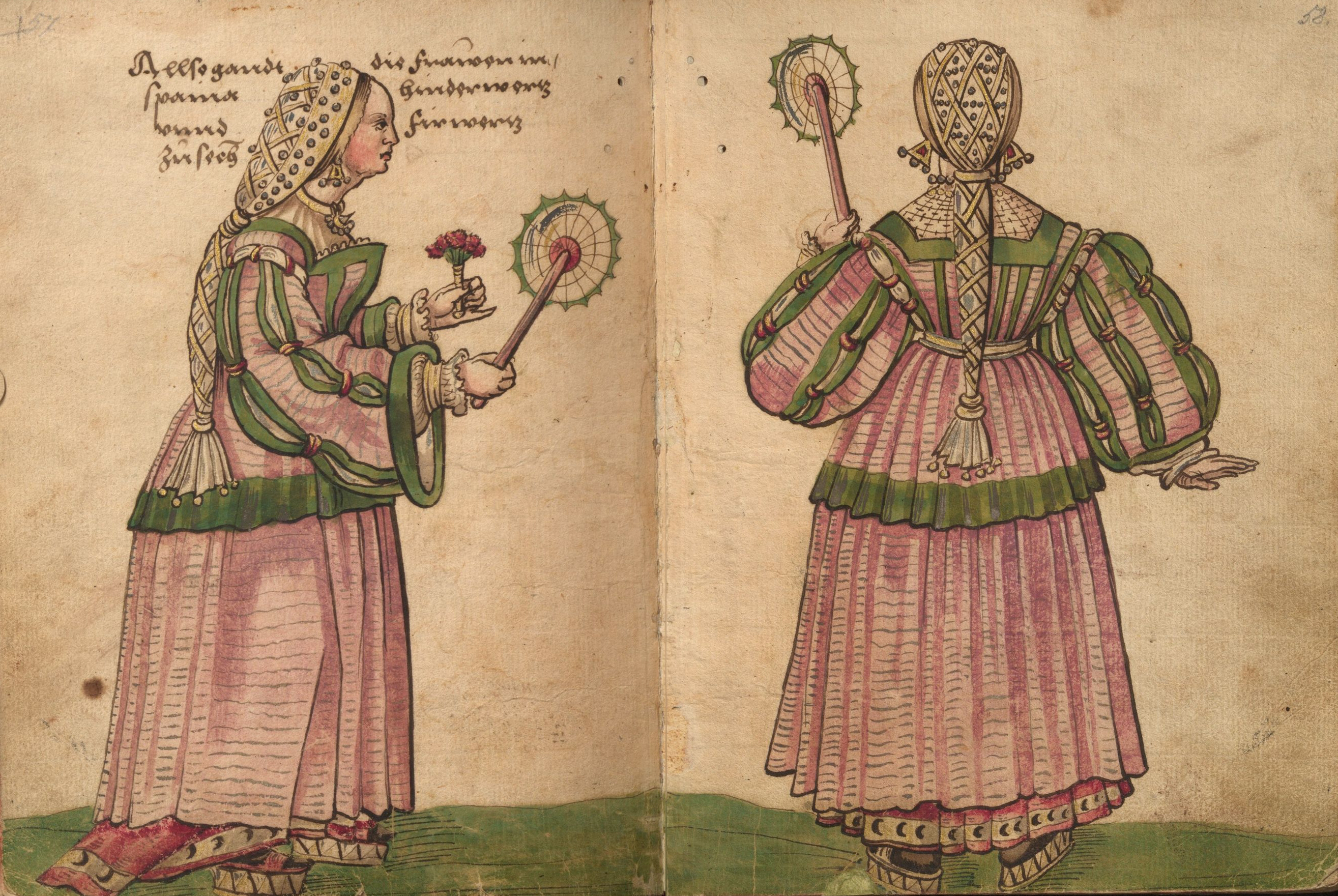
Vestido de gala de una dama de la corte española hacia 1530. Ilustración de Christoph Weiditz, para el Trachtenbuch (Museo Nacional Germano).

Pueden diferenciarse varios segmentos históricos básicos en la evolución de la indumentaria tradicional en Madrid. Un primer periodo de fusión, simbiosis de las tres culturas -castellana, judía y árabe-, común al reinado de la Casa de Austria en lo político y al Siglo de Oro Español en lo cultural, que en lo que a trajes y modos de vestir atañe podría definirse como periodo de negro, sobrio, elegante y 'socialmente oscuro'. La Casa de Borbón y la asimilación del comercio con las posesiones de Ultramar, sin llegar a suponer una ruptura en la indumentaria tradicional, aportaron cierta variedad y fantasía que a lo largo del siglo XVIII pudo desembocar en el vestir madrileño en una estética mixta de lo castellano y lo foráneo, que representada en el traje de majo y maja, se conocería luego como estilo goyesco. La moda francesa, fruto de su Revolución, daría como resultado un segundo gran periodo de fusión representado en su fase de formación por la moda Ilustrada y la subsiguiente moda importada de la Europa romántica. Obsérvese que a partir del siglo XIX ya se puede hablar efectivamente de modas, a la vez que el fenómeno de la indumentaria tradicional de los habitantes de Madrid se 'socializaba'. El último periodo que puede todavía aceptar la denominación de tradicional -en lo que a usos y costumbres en el vestir corresponde- se extiende a lo largo del siglo XX, aunque solo se puede hablar de modo tradicional de vestir de los madrileños en la primera mitad de ese siglo. El resto aún no es Historia.

### De 'Magerit' a capital de un imperio
La población mixta de castellanos viejos, judíos y moriscos que vio cómo su modesta villa recibía el título de capital de las Españas no ha dejado grandes ejemplos de su indumentaria, pero los estudiosos del tema coinciden en suponer una mezcolanza de prendas sobrias y oscuras (de los castellanos) con otras más ricas en color y diseños (de los judíos) y la tradicional vestimenta de los moriscos redimidos y cristianos nuevos. De los supervivientes de la aljama madrileña tras los ajustes de cuentas de los Reyes Católicos, queda alguna orientación en relación con su vestimenta en los Libros de Acuerdos del Concejo madrileño (1464-1600) y en obras como las Contribuciones documentales a la historia de Madrid, de Agustín Millares Carlo. Un estudio de José Castellanos sobre el Madrid de los Reyes Católicos, recoge párrafos como aquel en el que se advierte a la comunidad sefardí que "non tengan nin vendan paños nin otras cosas en casas nin en tiendas, guardando la ley de Toledo, salvo los moros que van a labrar a las casas, que pueden comer donde labran, como es costumbre". De ellos se pueden sacar escasas conclusiones, pero sí confirmar la coexistencia en una política de estricto apartheid que parece conllevar la supervivencia de una indumentaria tradicional profundamente enraizada; es notable la paradoja de que a pesar de ello, elementos de la tradición árabe como los zaragüelles usados por los hombres y el velo usado por las mujeres para cubrirse la cabeza o el rostro, se hicieran extensivos -no solo en Madrid- al común de los habitantes de la península.
Para hacerse una idea del vestir de los castellanos viejos en el Madrid que iba a recibir el 'privilegio' capitalino de manos del nieto de los católicos Reyes, pueden valer estas directrices del Concejo municipal en la indumentaria con motivo de las honras fúnebres por el fallecimiento del príncipe don Juan: "los porteros del Ayuntamiento llevaban ropones de xerga con sus capillas; los regidores vestían una loba con cola e capirote e ropón (para cuya confección eran necesarias veinte varas de paño de a cient maravedís la vara y quarenta de xerga). Tras estas honras fúnebres era obligatorio el luto, es decir que ninguna persona non sea osado de traer bonete de color, nin ninguna mujer de quitar las tocas negros. Las escasas referencias pictóricas del pueblo de Madrid en tan lejanas fechas (siglos XVI e inicio del XVII) dan la impresión, en lo que a la indumentaria corresponde, de que siempre había una honra fúnebre que respetar y un luto que mantener. Mucha más documentación se conserva de la indumentaria de la Corte española y del clero afincado en los conventos de Madrid y demás instituciones eclesiásticas o administradas por la Iglesia. Pero la influencia de la vestimenta de los ricos en la del pueblo llano aún tardaría en llegar.

### El traje castellano
Enraizado en la fusión de las tres culturas (cristiana, judía y árabe), puede hablarse del traje castellano, común en el medio rural de la provincia de Madrid, y que fue imponiendo algunas de sus características en el modo de vestir de la capital a medida que fue incrementándose el éxodo de campesinos a la villa y corte.

#### Mujeres
En el caso de la mujer, el esquema de la vestimenta básica incluía:
1. Para la ropa interior: camisas, chambras de dormir, justillos, corsés y sobrecorsés, en lo que corresponde al busto. Y pololos, enaguas, refajos y faldas de abajo (o sobreenaguas), como elementos del talle.
2. Para la ropa externa: se cubría el busto con chambras y blusas, diversos tipos y modelos de mantones, mantoncillos, pañuelos de talle y, como elementos elegantes, con las toquillas y el mantón de Manila. La cabeza, además de cubrirse con los aludidos mantos y mantillas, podía tocarse con una amplia variedad de pañuelos y sobreros. En cuanto al talle: faldas, faltriqueras y delantales.[16]

- Descripción genérica de una mujer con traje castellano típico: un manteo bordado con sobrefalda y enaguas bordadas, medias caladas, mantón bordado y alfombrado o, en su defecto, mantón de "milflores" típico de la Serranía madrileña. Lo complementa el zapato negro con lazo, y un sencillo peinado consistente en un moño partido, a veces con "rodetes" o "moño de picaporte" según sea la zona de la Serranía o de la Campiña.

#### Hombres
La vestimenta básica de un hombre, en contra de lo que pudiera suponerse, era más sencilla en prendas interiores y más amplia en el vestido exterior.
1. La ropa interior del varón se reducía a camisolas, camisetas, calzoncillo y fajas blancas.
2. En el exterior, el busto del hombre podía cubrirse con camisas, chalecos, blusas, chaquetas, trajes, chaquetones y pellizas, capas, mantas de campo, jersys y, como complemento, pañuelos de cuello. El talle varonil disponía de pantalones, zajones, correíllas y fajas. Para la cabeza había boinas y viseras, sombreros de muy variados y distintos tipos, monteras, pasamontañas, tapabocas y bufandas.
3. También pueden incluirse dentro de la vestimenta varonil, las alforjas y los zurrones.[17]

- De modo genérico, un hombre ataviado con cierto esmero (no en traje de trabajo o faena), puede describirse así: calza las típicas alpargatas, albarcas de cuero o zapato negro para las grandes celebraciones y festividades. Se cubre con un terno compuesto de pantalón hasta la rodilla de paño marrón o negro, chaleco bordado con adornos de plata y camisa de punto bordada, ya sea de punto segoviano o del bordado de Lagartera. Encima de todo ello, viste chaqueta y pañuelo "de hierbas", la tradicional capa castellana (o española), o la manta arriera. Puede ir tocado de sombrero calañés y suele ser preceptiva la faja bordada, generalmente negra, roja o blanca.[18]

#### Calzado
Con elementos comunes a los dos sexos -con cierta preponderancia para el masculino-, el traje castellano dispone de medias y calcetines, peales, abarcas, alpargatas, chanclos o zocos, botines, botas y borceguíes, zapatos, o leguis y polainas.

### Fusión goyesca

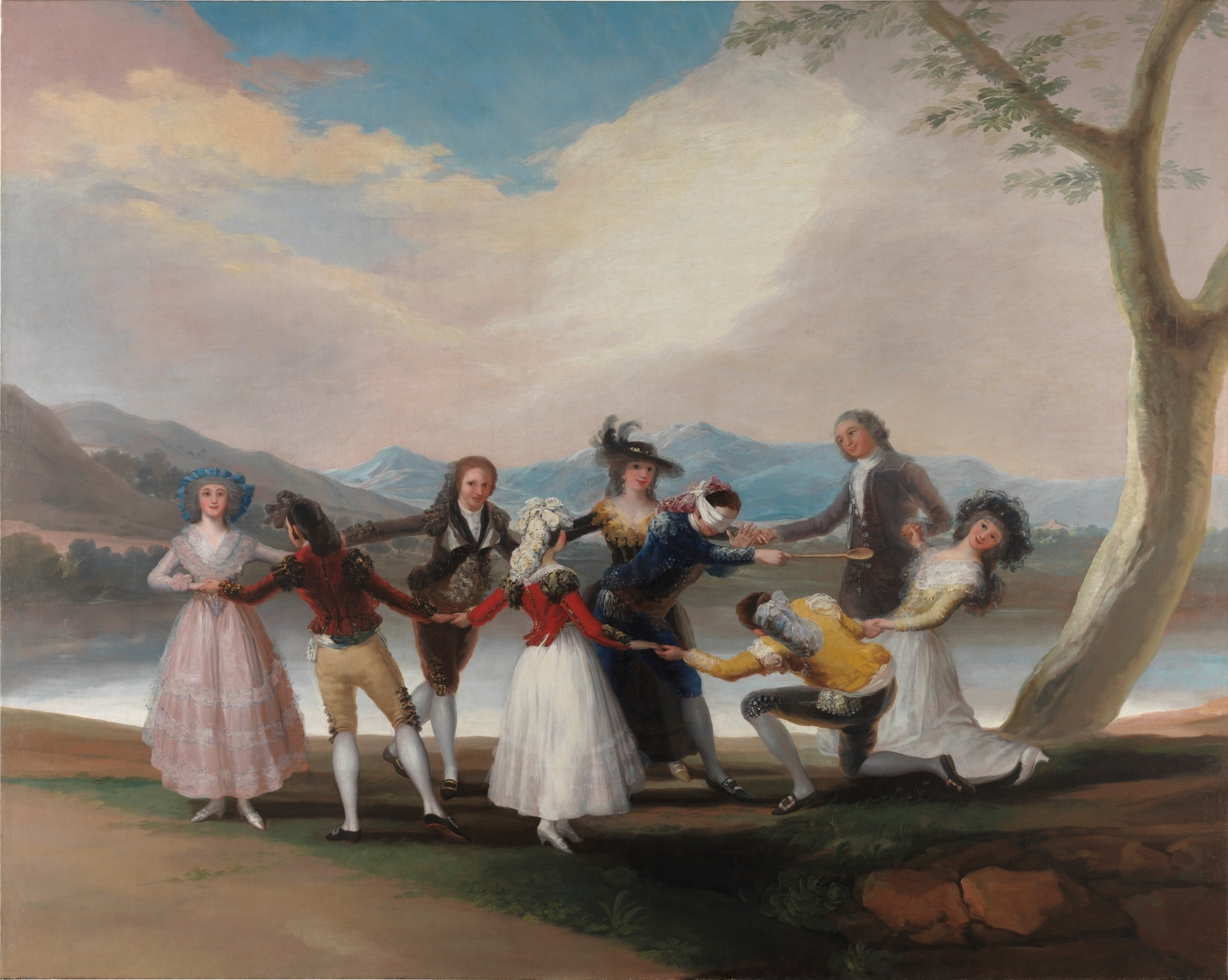
Personajes con indumentaria goyesca en el baile-juego de La gallina ciega, pintados por Goya en 1789. Museo del Prado (Madrid).

Puede considerarse así el traje usado en Madrid desde la segunda mitad del siglo XVIII hasta mediados del siglo XIX y que fue adoptado por las clases altas copiándolo de los trajes populares, siguiendo en parte las consignas de sobriedad y populismo exportadas a toda Europa por la Revolución Francesa.
Fundiendo recursos tradicionales en el vestir comunes a gran parte de las regiones de España con modas extranjeras traídas por la nobleza y las casas reales, el sin embargo inconfundible 'traje goyesco' hace gala de una riqueza y variedad casi abrumadoras. Simplificando mucho:

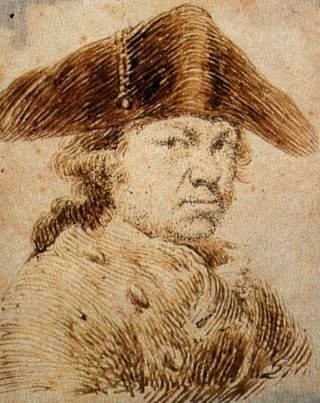
Autorretrato de Goya con tricornio.

La mujer 'goyesca' luce un corpiño ajustado en tejidos ricos (casi siempre terciopelos) muy escotado y un pañuelo, pañoleta, chal o mantón que lo envuelve o cubre parcialmente; camisa de mangas con farol en los hombros y luego ajustadas; redecilla a la cabeza o pelo con caprichosos peinados y adornos de cintas (del tipo caramba); conjunto de faldas de vuelo desde la cintura, y ocasionalmente, mandil. Los más trabajados van bordados, tanto la falda como el corpiño. Complementos habituales son la toquilla y la peineta.
El majo u hombre goyesco viste esencialmente camisa blanca, fajín, chaquetilla corta abotonada y adornada con bordados (o chaleco); pañuelo al cuello haciendo juego con el fajín; pantalón ajustado y llega hasta debajo de las rodillas, mostrando las calzas o medias blancas. También usa redecilla bordada negra a la cabeza, rematada por una borla o "madroño" en su extremo. Se complementa con la capa castellana (o española) y la manta, y diferentes tipos de tricornio para adornar o proteger la cabeza.

### Ilustrados y románticos

#### Esquilache y la moda

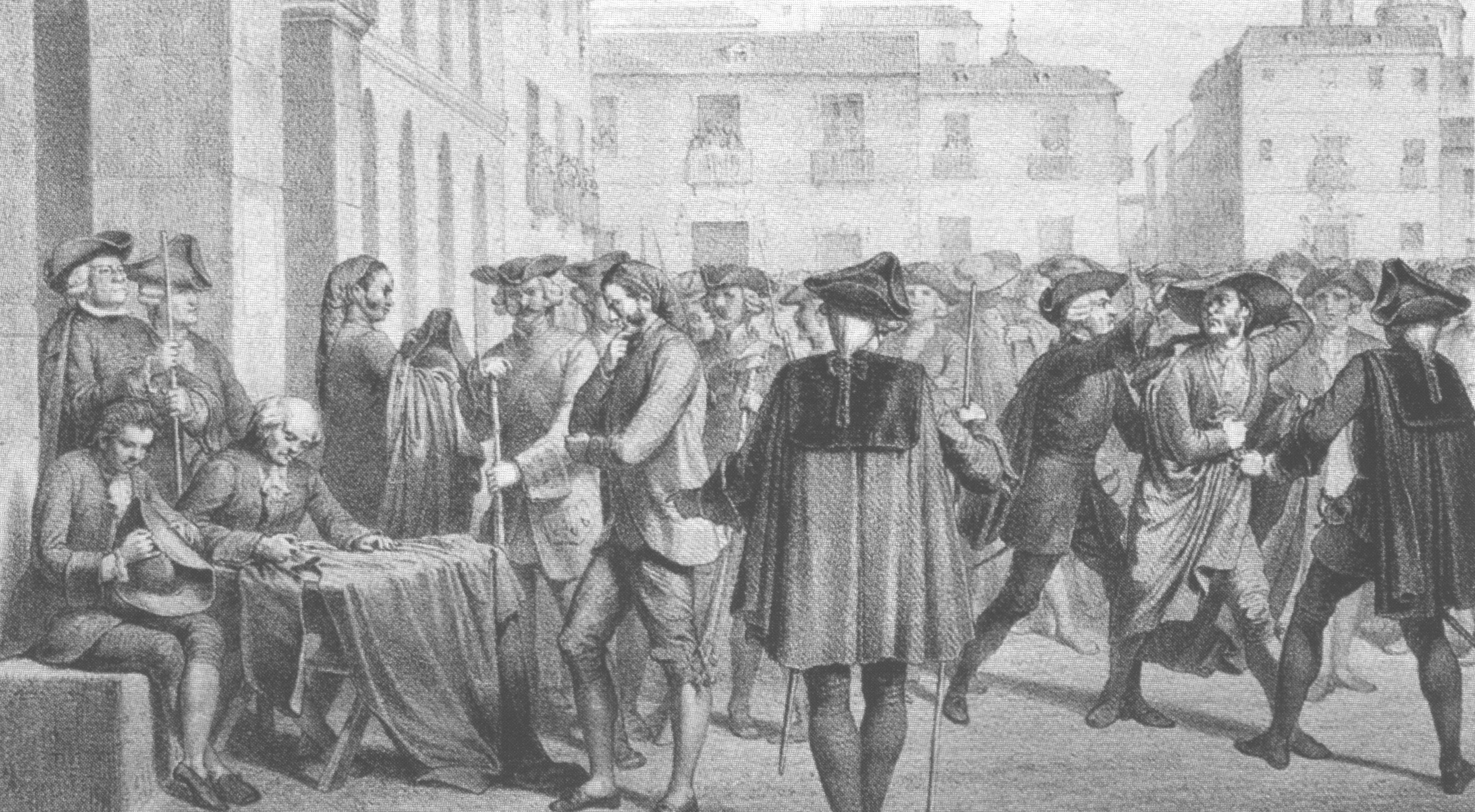
Grabado de los momentos previos al motín de Esquilache de 1766. Los madrileños cambian a regañadientes su capa larga y sombrero chambergo por la capa corta y el sombrero de tres picos.

Una de las convulsiones históricas de carácter social que afectaría a la moda en el vestir de los madrileños del siglo XVIII fue el edicto y subsiguiente motín de 1766, que pretendió prohibir el uso de la capa larga y el sombrero chambergo, imponiendo la capa corta y el sombrero de tres picos.

#### Vestimenta de interior
El Romanticismo, en la médula espinal del siglo XX, supuso para ropa interior de la mujer el primer gran paso hacia la fantasía y la variedad. El Museo del romanticismo de Madrid, conserva algunas colecciones ejemplares de la moda indumentaria durante ese periodo en la capital española.
En un curioso relato de 1867, titulado La Mariposa, puede leerse este sugerente encabezado: 

Nací en la muy noble corte de Madrid en el año de gracia de 1863, y bautizado con el nombre de Miriñaque de nesgas. Fui concebido en una tienda de la calle de la Montera (...). Salí de la tienda en piezas separadas y fui a parar a las delicadas manos de una modesta 'miriñaquera'

### El Madrid galdosiano
La crónica viva -y superviviente- del modo de vestir de los vecinos de Madrid quedó referida con objetividad y generosidad en la obra de dos escritores: Ramón de Mesonero Romanos y Benito Pérez Galdos, entre otros muchos (desde Lope de Vega a Don Ramón de la Cruz), aunque quizá con menos volumen documental.
Sirva como ejemplo la cita de Galdós en el segundo libro de los Episodios Nacionales, La Corte de Carlos IV, cuando el joven protagonista (Gabriel de Araceli) describe así a la condesa de X, alias Amaranta:

"...No conservo cabal memoria de sus vestidos. Al acordarme de Amaranta, me parece que los encajes negros de una voluminosa mantilla, prendida entre los dientes de la más fastuosa peineta, dejan ver por entre sus mil recortes e intersticios el brillo de un raso carmesí, que en los hombros y en las bocamangas vuelve a perderse entre la negra espuma de otros encajes, bolillos y alamares. La basquiña del mismo raso carmesí y tan estrecha y ceñida como el uso del tiempo exigía, permite adivinar la hermosa estatua que cubre; y de las rodillas abajo el mismo follaje negro y la cuajada y espesa pasamanería terminan el traje, dejando ver los zapatos, cuyas respingadas puntas aparecen o se ocultan como encantadores animalitos que juegan bajo la falda. Este accidente hasta llega a ser un lenguaje cuando Amaranta, atenta a la conversación, aumenta con el encanto de su palabra los demás encantos, y añade a todas las elocuencias de su persona la elocuencia de su abanico".

#### Tipos galdosianos vistos por Gustave Doré en 1862

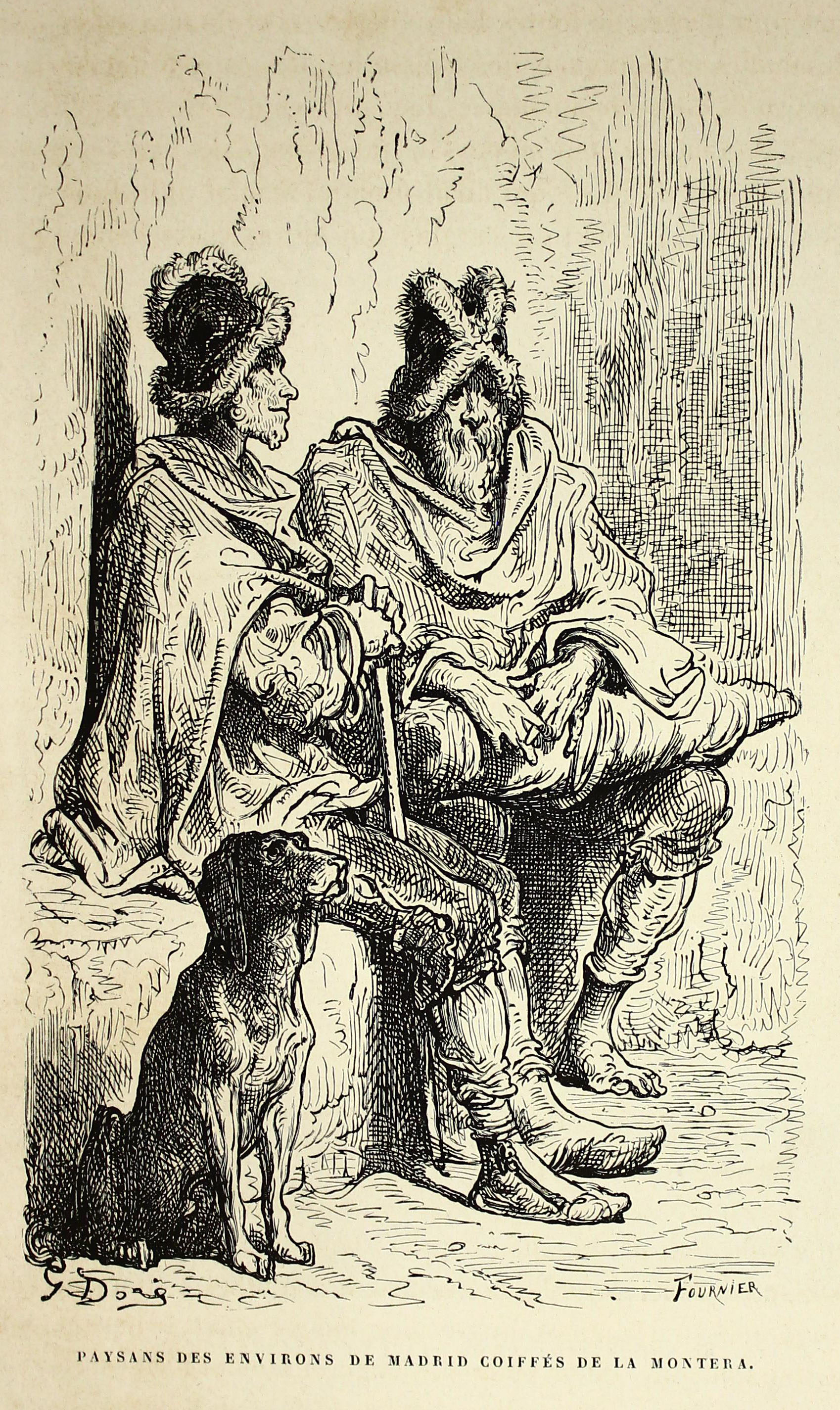
Dos tipos tocados con montera.
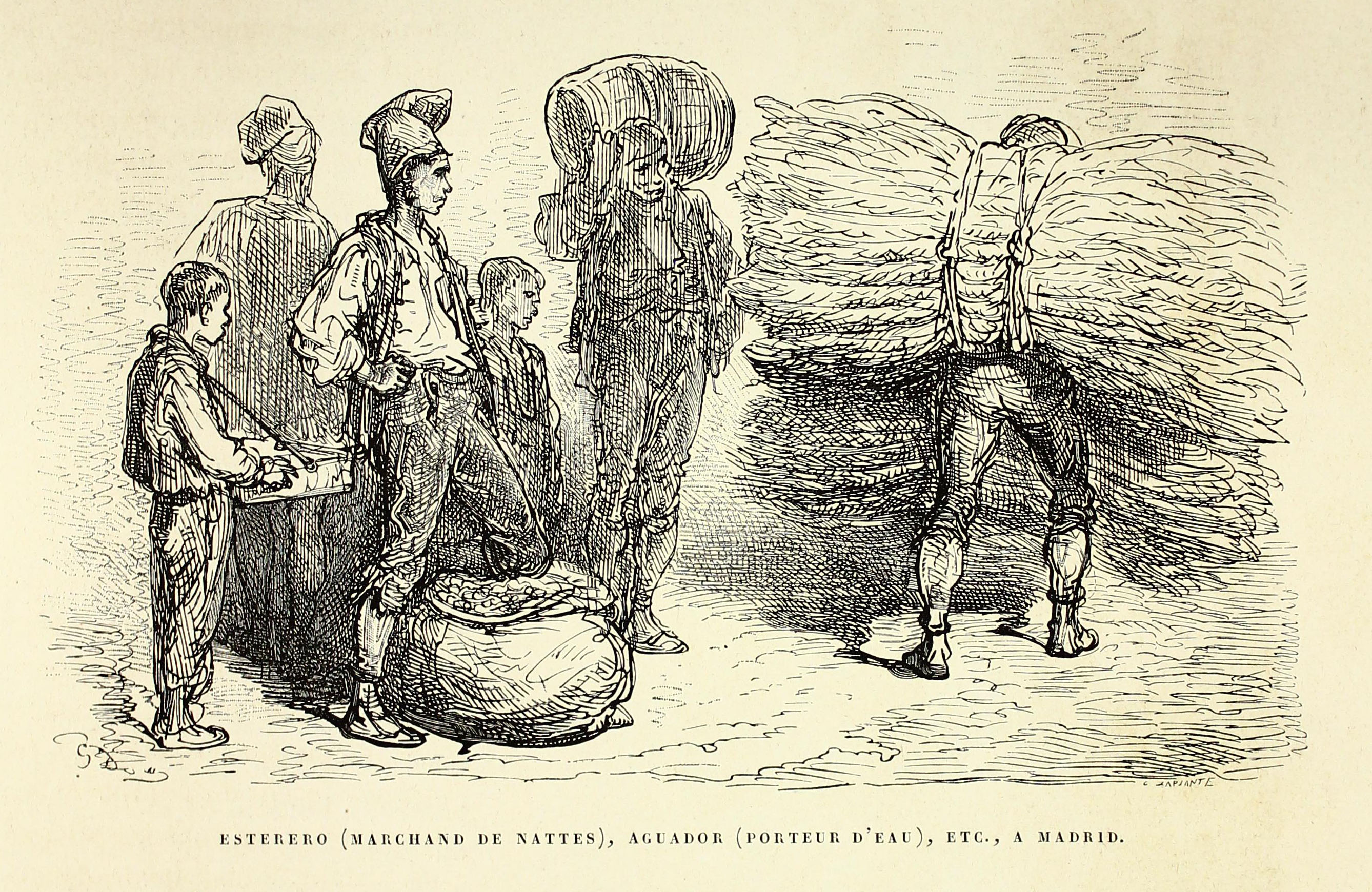
Vestimenta en los gremios madrileños de estereros, aguadores, etc.
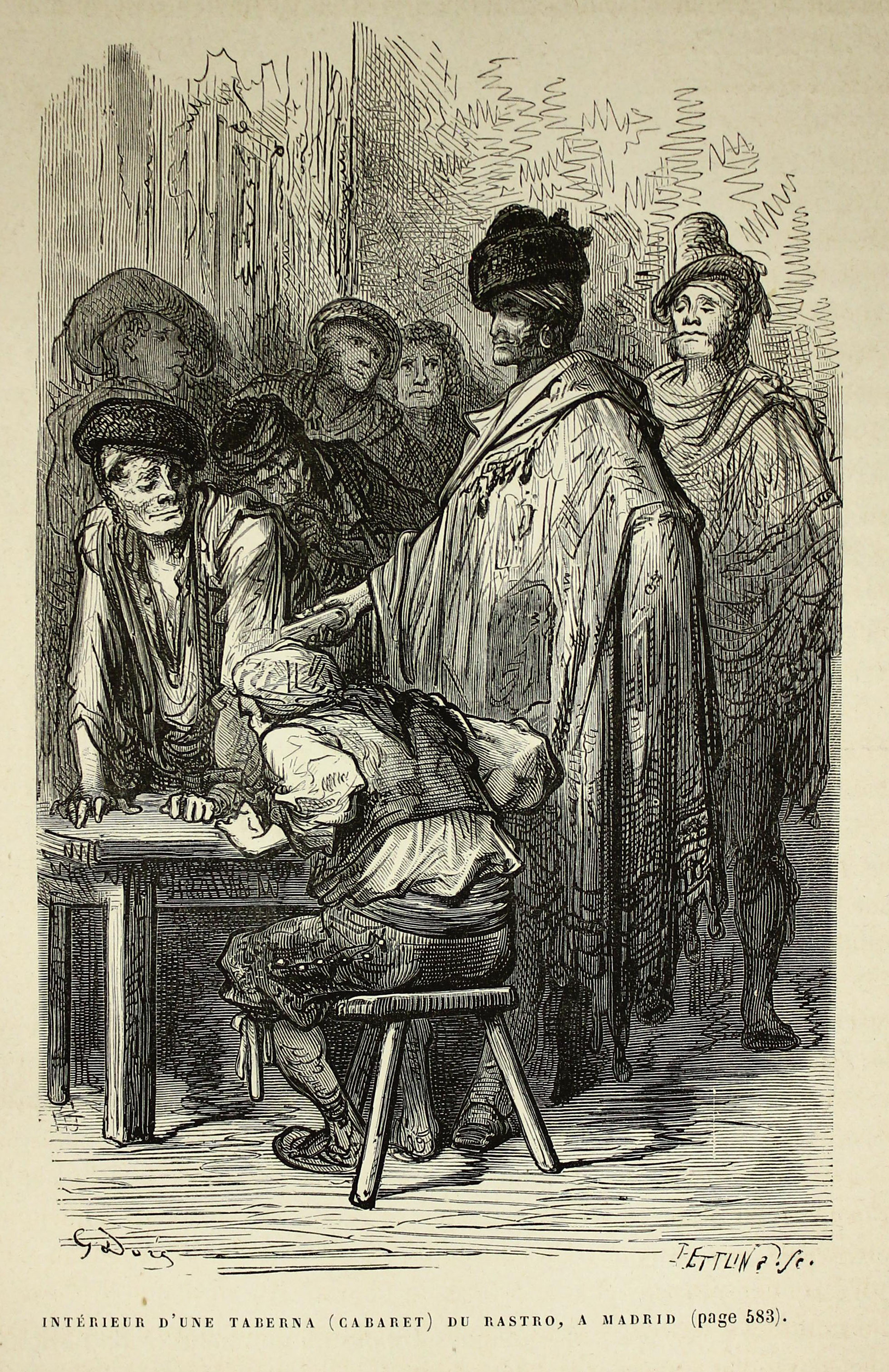
Majos y jugadores en una taberna del Rastro.
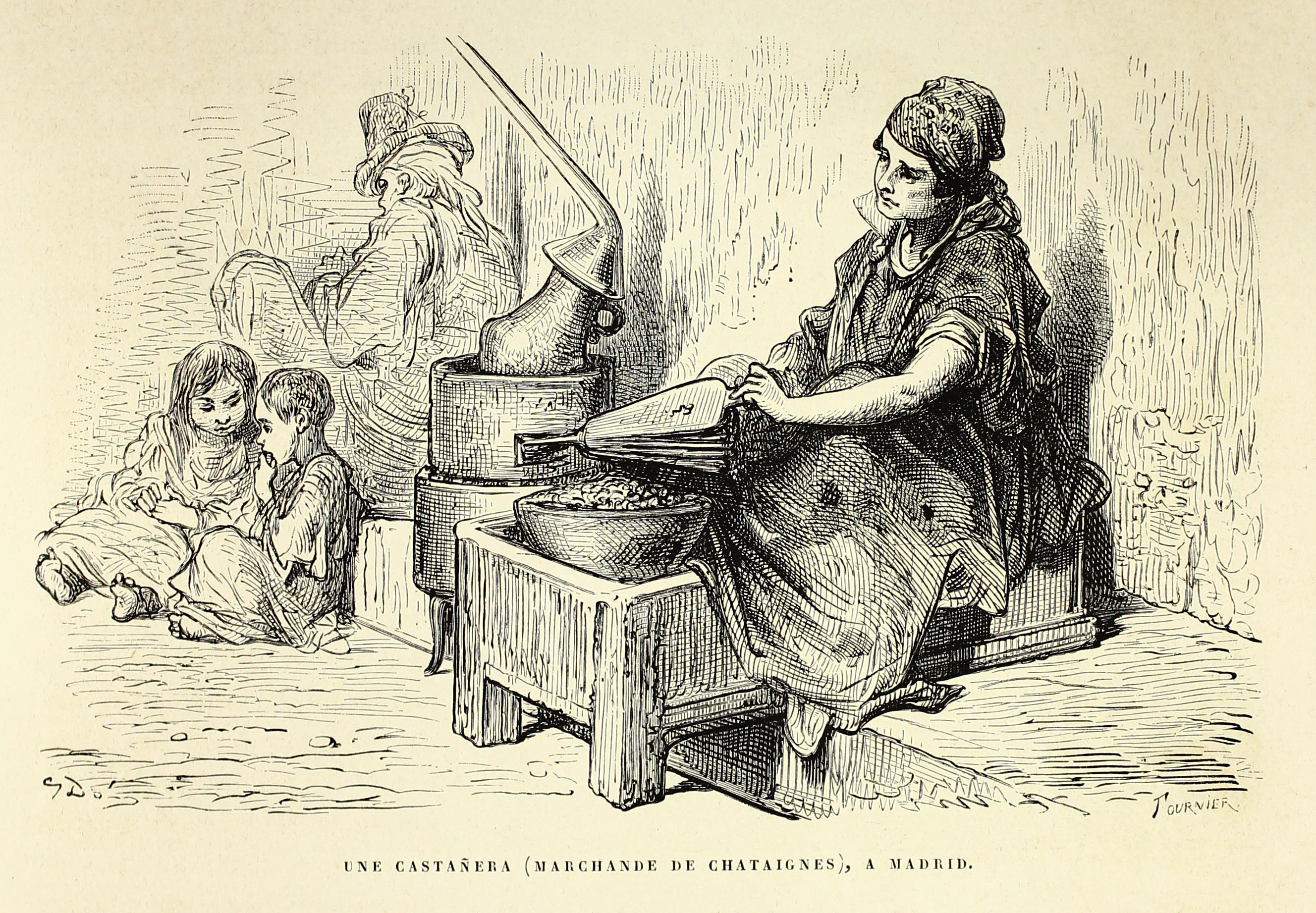
"Una castañera de las calles de Madrid".

#### De majos, castizos y manolos a "chulapos"
Desde mediados del siglo XX se ha tendido a confundir la tradicional indumentaria madrileña con una variante localista del traje típico, la ropa más o menos "castiza" de los chulapos y chulapas (también llamados manolos y manolas, herederos cosmopolitas de majos y majas del siglo XIX).
Fijado por populares zarzuelas y sainetes de finales del siglo XIX y principios del siglo XX , como La verbena de la Paloma, el traje, de modo esquemático y tópico se presenta así:
los "Felipes" o "pichis" lucen chaquetilla o chaleco -con imprescindible clavel en la solapa-, pantalones oscuros y ajustados, gorra a cuadros blanquinegros (la parpusa cañí), botines y pañuelo blanco al cuello. Las "Mari Pepas" o "Palomas" llevan el pelo recogido en un moño alto que cubren con un pañuelo a la cabeza -que las hace más altas y coronadas- que adornan indefectiblemente con clavel rojo o blanco; el torso cubierto por blusa blanca y ajustada, y de cintura para abajo con falda de lunares, o la opción del vestido completo de lunares desde la garganta hasta los pies; como complemento castizo más singular, la mantilla o el mantón de Manila.

## Breve glosario
Siguiendo algunos manuales y estudios sobre la historia de la vestimenta en España y la indumentaria tradicional, pueden describirse prendas y complementos básicos como pudieron ser:
- Alpargata, calzado popular por excelencia, con suela de esparto (cuerda y cáñamo), puntera y talón de tela de loneta que servían para ajustar el talón y los dedos de los pies, que quedada fijada con un juego de cintas (vetas) cruzadas sobre el empeine y el tobillo. Se ha fijado su origen en la época de la ocupación musulmana.
- Basquiña, era una falda exterior común en el traje de corte como en el popular, fruncida en la cintura, que con el tiempo fue modificando su forma, tejido, decoración y uso. A partir del siglo XIX, solo se llama así la falda de color negro que se usa para salir a la calle.
- Blusa, prenda que se impuso en el siglo XIX como un tipo de camisa holgada, que llegaba de los hombros hasta debajo de la cintura, abierta por delante en su totalidad o bien hasta la mitad, y ajustada a la cadera con una vuelta o una cinta. También podía remeterse bajo la faja.
- Calzones o calzas de hombre, prenda de origen renacentista similar al leotardo, pero que solo abarcaba de la cintura a las rodillas.
- Bragas -prendas que no se corresponden con lo que luego se llamaría así-, eran unos complementos de lana o algodón que podían cubrir el pie y la pierna (bragas o medias) o solo la pierna (bragas redondas y taloneras). Se tejían a mano.
- Calzón se llamó a partir de un momento a la "pieza con dos perneras unidas en la parte superior en una sola pieza que se va estrechando progresivamente hacia los rodillas y sujeta con una tira a modo de cinturón con la suficiente amplitud para permitir los movimientos del cuerpo". Disponía en la parte inferior de las perneras de unas aberturas que podían cerrarse con botones o vetas, cubriendo las rodillas. Podía vestirse como prenda aislada o a juego con la chaqueta. Dependiendo de su uso podía estar tejida de lana, algodón o seda.
- Camisa, era la prenda interior de lino o algodón de manga larga y muy ancha, que, fruncida, podía llegar a cubrir desde los hombros hasta las rodillas. Se cerraba en el cuello con botones.
- Capa, prenda de abrigo por excelencia, larga y suelta, con grandes vuelos y sin mangas. Podía llegar hasta los tobillos y ocasionalmente disponer de un capín o esclavina superpuesto a la altura de los hombros que llegaba hasta los codos. Fabricada en diversos tejidos, desde el paño al terciopelo.
- Casaca, una prenda entallada, con largos faldones hasta las corvas y abierta por delante, que se ponía sobre la camisa y la chupa. Dichos picos, alas o faldones, similares a los del frac, podían estar armados con varillas o rellenos que les daban cierta rigidez.[nota 2] Tanto los faldones como las mangas se estrecharon de modo progresivo hasta quedar ceñidos. En el caso de las mujeres, la casaca era una prenda más corta de mangas y de faldillas, aunque inspirada en la masculina, disponía también de pliegues y abertura en la espalda.
- Cofia o 'redecilla', típica en la vestimenta de los majos, consistía en una funda, bien de red o de tela, que quedaba ajustada a la cabeza para recogerse el pelo. El modelo más típico de la estética goyesca estaba decorado con borlas en la punta y un gran lazo en la parte superior.
- Chaleco, pieza sin mangas y con escote para el busto, que se abrocha de arriba abajo. El modelo más elegante solía disponer de un cuello con tirilla alta acompañado de solapas triangulares, botones de latón o plata, tejidos de sedas vistosa y terciopelos con rayas flores u otro tipo de dibujos.
- Chupa, era una prenda de abrigo, bien ajustada con botones delanteros, para vestir sobre la camisa y debajo de la casaca. A veces podía tener mangas y el largo varió con el tiempo: primero llegaba hasta casi la rodilla y poco a poco fue acortándose. Puede considerarse el precedente del chaleco -sin mangas y solo hasta la cintura. Caso de llevar cuello, es triangular o rectangular, y se puede adornar con pasamanería, cordones y borlas.
- Faja, lienzo o tira de entre 30 y 50 cm de ancha y unos dos metros de largo, tejida en algodón, lana o seda de variado colorido y dibujos (rayas, rombos, espiguillas). Indispensable para sujetar los zaragüelles o pantalones y proteger la zona lumbar.
- Jaqueta,[33] la tradicional casaca de tela acolchada y solapas de los majos, bien ajustada al talle y con faldones cortos que dejaban las piernas al descubierto. Se llevaba sobre el jubón.
- Jubón, prenda interior masculina rellena de algodón, lana o borra y ceñida a los brazos y al busto. Se llevaba sobre la camisa y sus mangas tenían la peculiaridad de estar confeccionadas de forma independiente. El jubón femenino se llevaba siempre como prenda exterior.
- Ligas, tiras de casi un metro y rematadas a veces con borlas o flecos, que se colocaban en la pierna como sujeción donde terminaba la calza, rodeándola hasta anudarla con un lazo. Fabricadas en tela, las más finas podían ser de seda.
- Mantilla, complemento de paño, blonda o de otros tejidos y larga tradición no solo en Madrid sino en toda España, utilizado por la mujer para cubrirse la cabeza o protegerse del frío (con posibles reminiscencias en la población árabe de la península ibérica). Fabricado en seda, lana u otro tejido, adquirió cierta fantasía desde el siglo XVIII hasta el último tercio del siglo XIX.
- Mitón, complemento femenino compuesto por una pieza enrejada que cubre el brazo del codo a la mano (hasta la mitad del pulgar y el comienzo de los otros dedos).
- Muselina, era un tejido de algodón en ligamento tafetán. Fino e imitando a la seda gracias a la delgadez de sus hilos que hizo posible la hiladora de 1779, inventada por Samuel Crompton.
- Pantalón largo, prenda que tomo la estructura del calzón corto alargándose de forma recta hasta los tobillos, y que comenzó a usarse en el siglo XIX, complementándose con blusas, chalecos y "jupeses".
- Vestido camisa se llamaba al vestido entero y de amplio escote, con la peculiar característica de su talle alto marcado bajo el pecho. La falda volaba suelta, por lo general confeccionada en muselina de algodón. Aparece en la vestimenta femenina desde finales del siglo XVIII al inicio del XIX.
- Zapato, calzado de cierto lujo, por lo general de color negro, con suela de cuero y el resto de piel o de algún tejido, era característica su lengüeta alta adornada con un lazo o hebilla.
- Zaragüelles, calzones de lino o algodón de dos perneras muy anchas ceñidos a la cintura por una cinta. Cubrían desde las rodillas a la cintura, con un cuadrado de tela a la altura de la entrepierna para a darle holgura. El tradicional «saragüell» blanco, podía cubrirse en invierno con otro más corto de lana negra.